# Thomas Bodkin
Thomas Patrick Bodkin, né le 21 juillet 1887 à Dublin et mort le 24 avril 1961, est un avocat, historien d'art, collectionneur d'art et conservateur irlandais.
Bodkin est le directeur de la Galerie nationale d'Irlande à Dublin (1927 à 1935) et directeur du Barber Institute of Fine Arts (1935 à 1952).

## Distinctions
- Chevalier de l'ordre de Saint-Grégoire-le-Grand